# Climacia nota
Climacia nota är en insektsart som beskrevs av Parfin och Gurney 1956. Climacia nota ingår i släktet Climacia och familjen svampdjurssländor. Inga underarter finns listade i Catalogue of Life.